# Ванген-бай-Ольтен
Ванген-бай-Ольтен (нім. Wangen bei Olten) — громада  в Швейцарії в кантоні Золотурн, округ Ольтен.

## Географія
Громада розташована на відстані близько 55 км на північний схід від Берна, 30 км на північний схід від Золотурна.
Ванген-бай-Ольтен має площу 7 км², з яких на 22,1% дозволяється будівництво (житлове та будівництво доріг), 24,7% використовуються в сільськогосподарських цілях, 52,9% зайнято лісами, 0,3% не є продуктивними (річки, льодовики або гори).

## Демографія
2019 року в громаді мешкало 5134 особи (+7% порівняно з 2010 роком), іноземців було 23,9%. Густота населення становила 738 осіб/км².
За віковим діапазоном населення розподілялося таким чином: 19,5% — особи молодші 20 років, 61,7% — особи у віці 20—64 років, 18,8% — особи у віці 65 років та старші. Було 2259 помешкань (у середньому 2,2 особи в помешканні).
Із загальної кількості 2615 працюючих 13 було зайнятих в первинному секторі, 413 — в обробній промисловості, 2189 — в галузі послуг.